# Shemai
Shemai, o Shemay (fl. XXII-XXI secolo a.C.), è stato un visir egizio inquadrabile nel Primo periodo intermedio.
Viene citato nei Decreti di Copto, una serie di documenti rinvenuti a Copto sotto le rovine di alcuni edifici di epoca romana, che consistono nell'elenco dei privilegi riconosciuti appunto a Shemai e alla sua famiglia da vari sovrani dell'VIII dinastia. Data la povertà di documentazione sul periodo storico in questione, i Decreti di Copto costituiscono un'importante fonte di informazioni.